# Robbe & Berking
 (février 2019).
Si vous disposez d'ouvrages ou d'articles de référence ou si vous connaissez des sites web de qualité traitant du thème abordé ici, merci de compléter l'article en donnant les références utiles à sa vérifiabilité et en les liant à la section « Notes et références ».

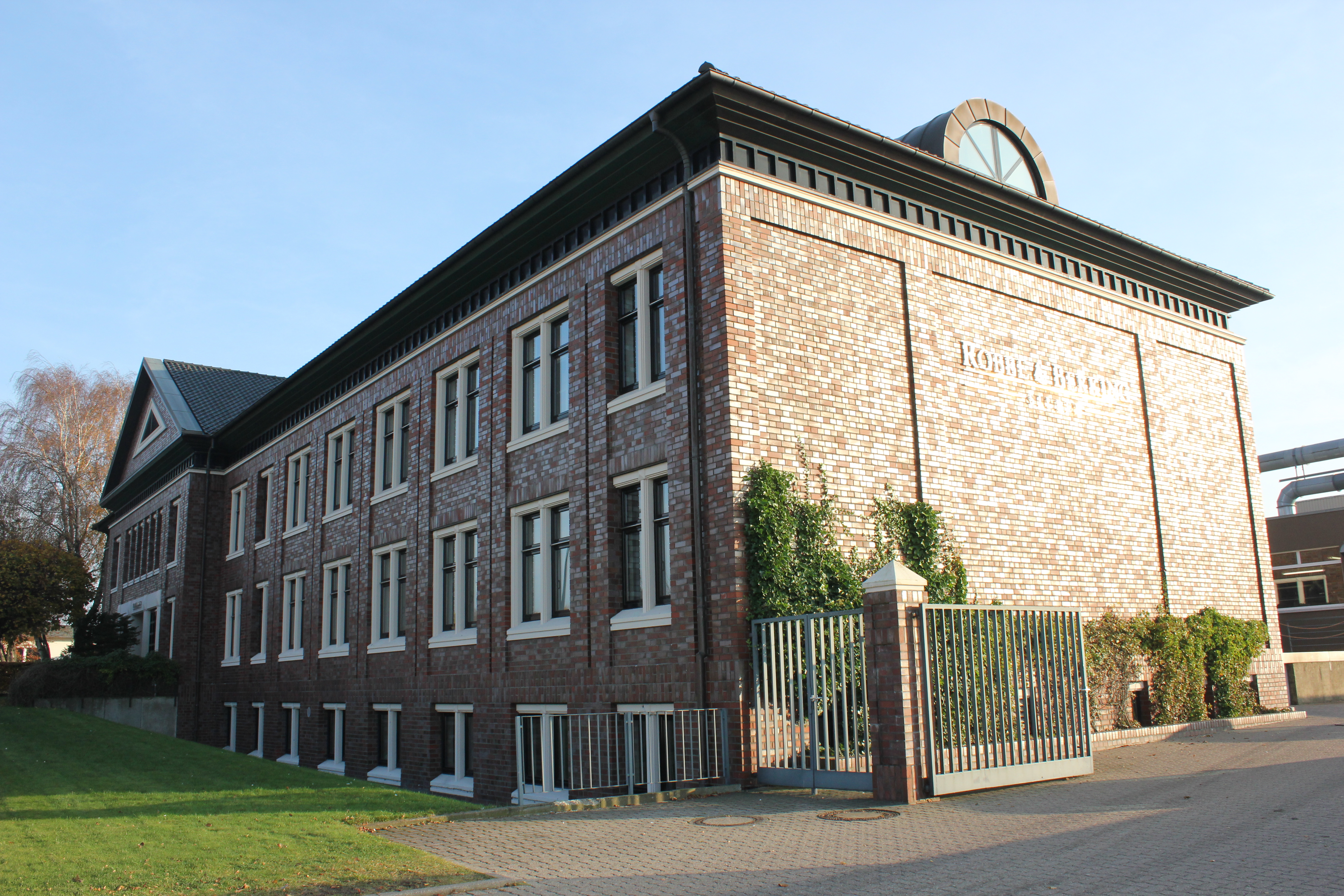
Robbe & Berking.

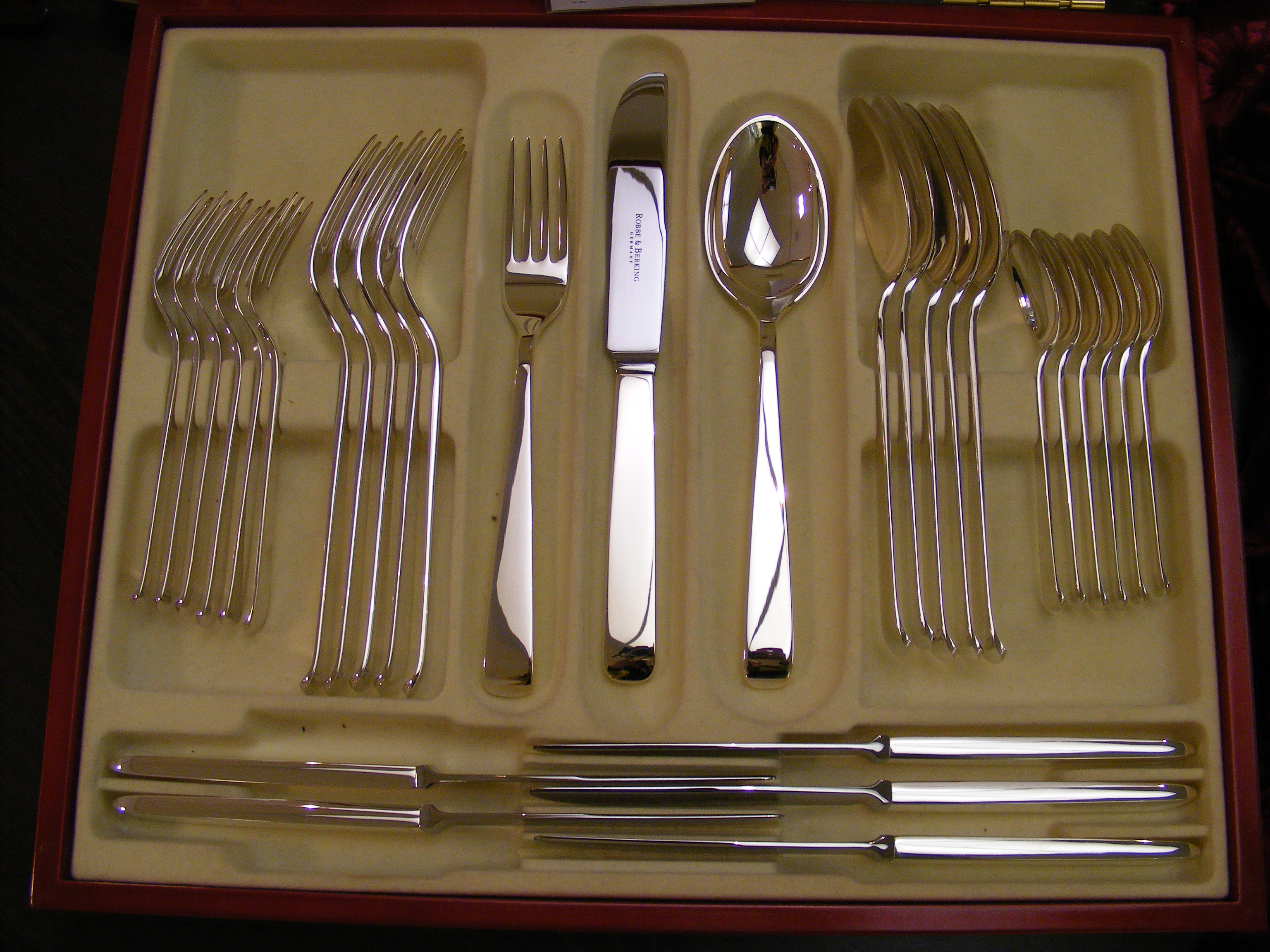
Robbe & Berking Alta.

La firme d'orfèvrerie Robbe & Berking à Flensbourg en Allemagne, est un des plus grands créateurs de couverts de table en argent massif.
Cette manufacture a été fondée en 1874.
Leur poinçon est : R&B.
Cette firme emploie actuellement 170 collaborateurs et travaille près de 20 tonne d'argent par an.